# Ignác Acsády
Ignác Acsády, all'anagrafe Ignác Adler (Carei, 9 settembre 1845 – Budapest, 17 dicembre 1906), è stato uno storico ungherese.

## Biografia
Figlio di un avvocato, nel 1869 si è laureato in giurisprudenza presso l'Università Loránd Eötvös di Budapest. Per un ventennio ha lavorato come giornalista, soffermandosi nei suoi articoli, per i quali ha adottato il cognome Acsádi, soprattutto sull'importanza delle riforme di stampo liberale.
Dalla fine degli anni ottanta, pur non riuscendo ad accedere all'insegnamento, si è affermato prevalentemente come saggista storico. 
È stato autore, infatti, di importanti studi sulla storia economica e finanziaria magiara, in particolare occupandosi per primo di ricerche storiche sullo sviluppo economico in Ungheria. 
Socio dell'Accademia delle Scienze del proprio Paese, fra le sue principali opere si ricordano L'Ungheria al tempo della riconquista di Buda (1886), Le finanze ungheresi durante il regno di Ferdinando I (1888), la Storia del vassallaggio in Ungheria (1896) e la Storia del Regno d'Ungheria (1904).